# 소대봉
소대봉(蕭大封, 531년 ~ ?)은 중국 남북조 시대 양나라의 황족이다. 자는 인예(仁叡)이고, 간문제의 아홉째 아들이다.